# Bosszúvágy 2.
A Bosszúvágy 2. (eredeti címe: Death Wish 2 1982-es amerikai bűnügyi film, az 1974-es Bosszúvágy folytatása. Főszereplő Charles Bronson, a rendező ismét Michael Winner.
Az Egyesült Államokban 1982 februárjában mutatták be. A Bosszúvágy filmes jogait a Cannon Films filmgyártó stúdió vásárolta meg. Először úgy volt, hogy a Cannon igazgatója, Menahem Golan rendezi a filmet, de aztán Winner lett a rendező, mert Bronson hozzá ragaszkodott.
A film szakít az első rész koncepciójával, ahol Paul Kersey válogatás nélkül ölte a bűnözőket. Ebben a filmben speciálisan a lánya erőszaktevőire vadászik, csak őket öli meg.
Saját fegyvere egy Beretta Model 84 .380 ACP.

## Cselekménye
Los Angelesben a bűnözés mértékének növekedéséről szólnak a hírek. Paul Kersey új otthonában a házvezetőnő, Rosario (Silvana Gallardo) uzsonnát készít. Paul Kersey New Yorkból és rövid chicagói tartózkodás után Los Angelesbe költözött, ahol a KABC rádióadó hírekkel foglalkozó riporternőjével, Geri Nichols-szal randevúzik (Bronson valódi felesége, Jill Ireland játssza).
Meglátogatják Kersey lányát, aki két éve kórházban van, és azóta sem szólalt meg (bár orvosa szerint némi javulás tapasztalható nála), és magukkal viszik a rendszeres családi délutánra.
Paul, Geri és Carol az egész délutánt együtt töltik. Paul fagylaltért áll sorba, közben öt huligán lökdösni kezdi, elveszik a kezében tartott pénzt és a pénztárcáját is. Az egyik néger támadó után fut, akit sarokba szorítva kést ránt, ezt Paul kiüti a kezéből. Azonban nincs nála Paul tárcája.
Geri elmegy interjút készíteni egy szenátorral (=amerikai parlamenti képviselő). Carol és Paul pedig vitorlázni mennek. Az öt támadó a tárcában talált lakcímkártya segítségével megtudják a címét és egy furgonnal odamennek. A házvezetőnőnek azt mondják, hogy csomagot hoztak, aki azonban előtte kitekint a bejárat melletti ablakon és megpillantja a csomagküldőnek bemutatkozó Stompert, akitől megrémül. Ebben a pillanatban törnek be a hátsó bejáraton Nirvana és a többiek (Nirvana a banda főnöke). Rosariót leteperik, levetkőztetik és  megerőszakolják. Amikor megpróbál telefonálni a rendőrségnek, egy vasrúddal fejbe vágják, Rosario holtan esik össze.
Amikor Paul és Carol hazaérnek, a banda még mindig a házban van, mert akitől elvette a kését, az bosszút akar állni rajta. Amikor kinyitja az ajtót, leütik, Carolt pedig elviszik magukkal.
Egyikük megerőszakolja Carolt, aki nem ellenkezik, azonban amikor erőszaktevője végez, felugrik és futásnak ered, majd kiugrik az ablakon és egy hegyes kerítésre esve halálát leli.
Paul visszanyeri az eszméletét, nemsokára a rendőrség is megérkezik. Mankewicz hadnagy (Ben Frank) az elkövetők azonosítását kéri tőle, ő azonban ezt kereken megtagadja, mondván, hogy nem látta jól őket, és New Yorkban, ahol pontos személyleírás állt a rendőrség rendelkezésére, ott sem tudták elkapni őket.
Nem sokkal később Paul megtudja, hogy a lánya meghalt. A temetése után Paul magához veszi a szekrényben tartott kézifegyverét. Egy belvároshoz közeli, de olcsó hotelben szobát vesz ki, és a szokásos szürke öltönye helyett sötét pulóvert és fekete sapkát vesz fel. Másnap este már az egyik támadó, Stomper nyomára bukkan (akinek arcára, a rendőrségnek tett kijelentése dacára nagyon jól emlékszik), aki kábítószer-ügyletet akar lebonyolítani három ismeretlen férfival egy üresen álló épületben, ahová Paul követi őket. Egy véletlenül okozott zaj következtében egyikük fegyvert ránt, őt Paul lelövi, majd a két ismeretlent felszólítja, hogy távozzanak. A nyakában függő keresztre utalva megkérdezi tőle, hogy hisz-e Jézusban, mert hamarosan találkozhat vele. Ezután három lövéssel megöli Stompert.
A következő éjszaka női sikolyokat hall egy alagsori garázsból, ahol egy férfit és egy nőt négyen megtámadtak. Amikor ketten benyomulnak a pár kocsijába a nővel, hogy megerőszakolják, Paul lelövi a férfi támadóját, majd az egyik alakot, aki kiszáll a kocsiból. A harmadik, Jiver megsebesül, de a negyedik támadóval együtt elmenekül. Jiver volt az, akitől Paul a pénztárcája eltűnése után elvette a kést. A vérnyomokat követve egy üres raktárházban utoléri és több lövéssel leteríti.  Majd sietősen távozik, mert időközben megérkezik a rendőrség.
A Los Angeles-i rendőrség hamar rájön, hogy személyes jellegű leszámolásról lehet szó, és az is eszükbe jut, hogy a pár évvel korábban New Yorkban történt gyilkosságok elkövetője újból aktivizálta magát, ezért a New York-i rendőrséghez fordulnak segítségért, mert nem tudják, ők hogyan állították meg az elkövetőt. A New York-i rendőrség nyomozója, Frank Ochoa (Vincent Gardenia) a New York-i rendőrfőnöktől és a kerületi ügyésztől azt az utasítást kapja, hogy ő intézze el Paul Kersey-t, mert ha a Los Angeles-i rendőrség fogja el, akkor napvilágra kerülhet, hogy ők annak idején simán elengedték, és ebbe valamennyien belebukhatnak.
Ochoa találkozik Mankewicz hadnaggyal, aki gyanítja, hogy valamit nem mond el neki.
Ochoa betör Geri lakásába, és amikor megérkezik a nő, elmondja, hogy Paul Kersey többszörös gyilkos (igaz, hogy csak bűnözőket ölt meg), és feltételezi, hogy most is ezt teszi. Geri elborzad a hallottaktól, és a legközelebbi találkozásukkor kikérdezi Pault, ő azonban tagadja a vádakat, és azt állítja, hogy a New York-i zsaru őrült, aki őt üldözi.
Ochoa követi Kerseyt egy taxival a következő kiruccanása alkalmával, amikor három gyanús alakot szúr ki, akik buszra szállnak: ők Cutter (Laurence Fishburne), Punkcut (E. Lamont Johnson) és Nirvana (Thomas F. Duffy).
Egy elhagyott parkba érkeznek, ahol kábítószert adnak valakinek, aki automata fegyvereket ad nekik cserébe. Ochoa szintén megérkezik, és Paulhoz hasonlóan igyekszik észrevétlen maradni, amikor azonban észreveszi, hogy egy magas fán lévő őrszem kiszúrta Pault, hangos kiáltással figyelmezteti, s az őrszemet maga Ochoa lövi le. Ezután tűzharc tör ki, aminek során Ochoa több lövést kap Nirvana részéről, akinek a kezébe egy automata gépfegyver van, mivel fedezék nélkül, nyílt terepen áll. Paul lelövi Cuttert (aki egy hordozható magnóval védi a fejét, de pont erre céloz rá Kersey, így a golyót egyenest a szájába kapja a csavargó). Punkcut szintén megsérül. Paul megöli a fegyvereket átadó személyt is, aki megpróbál elmenekülni az autójával. Az utolsó támadó, Nirvana elmenekül. Ochoa a  halála előtt arra kéri Pault, hogy kapja el a gazfickót, majd a Miatyánkot kezdi mormogni.
Paul elmenekül, mielőtt a rendőrség megérkezik. A rendőrségnek a súlyosan sérült Punkcut elmondja, hogy ki támadta meg őket, majd meghal.
Paul megtudja Geri kollégáitól a rádióban, hogy rendszeresen figyelik a rendőrség rádiós csatornáit, és ezen hallották, hogy el akarják kapni Nirvánát, és az akció kódjelét is ismerik. Paul érdeklődést mutat a rádiók iránt, ezért adnak neki egy kiselejtezett példányt. Paul ezen hallgatja a rendőrségi diszpécser közléseit, és nem sokkal később megtudja, hogy hol és mikor akarnak a rendőrök lecsapni Nirvánára. Elmegy a helyszínre, ami tele van álruhás rendőrökkel, ennek ellenére megkísérli elintézni Nirvánát, ő azonban elmenekül és a rendőri túlerő is csak nehezen tudja elfogni.
Nirvana (valódi neve Charles Wilson) pszichiátriai kezelés alá kerül a McLarren State Hospital-ba.
Geri ráveszi Pault, hogy menjen el vele ugyanebbe az intézetbe, ahol önismereti beszélgetésen vehet részt. Paul az alkalmat kihasználva szerez egy orvosi belépőkártyát, amit lemásol egy másológéppel és más nevet ír rá.
Paul másnap megkéri Geri kezét, aki igent mond neki.
Paul este a hamis belépőkártyával visszatér és besétál az intézetbe és mint orvos meglátogatja Nirvánát. Nirvána agresszíven lép fel, mielőtt le tudná lőni, ezért verekedni kezdenek. Nirvána a zoknijába rejtett szúrószerszámmal többször megszúrja Pault a mellkasán, aki egy elektromos géphez löki, ahol Nirvána áramütést szenved, és pár másodperc után meghal. Donald Kay (Charles Cyphers), az ápoló, aki beengedte Pault, rájön, hogy kicsoda, de azt mondja, hallott a lánya támadóiról, és három percet ad neki, hogy elmeneküljön.
Geri megérkezik Paul lakására, ahol a földön talál egy összegyűrt és elrontott hamis orvosi belépőkártyát. Rájön, hogy Paul tényleg az, akiről Ochoa hadnagy beszélt, amikor meghallja Wilson halálát a rádióban. Leveszi a Paultól kapott eljegyzési gyűrűt és a hamis igazolványra teszi.
Paul nem sokkal később megérkezik, de Gerit már nem találja ott.
Amikor néhány hónappal később Paul a főnökével (Elliott Cass - Michael Prince) egy új építészeti tervről tárgyal, az megkérdezi tőle, hogy el tudna-e jönni egy partira, erre Paul azt feleli, hogy esténként úgy sincs semmi dolga.

## Szereplők
| Karakter                    | Színész            | Magyar hang (1. változat; 2001) | Magyar hang (2. változat) |
| --------------------------- | ------------------ | ------------------------------- | ------------------------- |
| Paul Kersey                 | Charles Bronson    | Koncz Gábor                     | Bolla Róbert              |
| Geri Nichols                | Jill Ireland       | Udvarias Anna                   | Orosz Helga               |
| Frank Ochoa nyomozó         | Vincent Gardenia   | Pálfai Péter                    | Uri István                |
| New York-i kerületi ügyész  | J.D. Cannon        | Rudas István                    |                           |
| Herman Baldwin              | Anthony Franciosa  | Katona Zoltán                   |                           |
| Mankiewicz felügyelő        | Ben Frank          | Tarján Péter                    |                           |
| Carol Kersey                | Robin Sherwood     |                                 |                           |
| Rosario                     | Silvana Gallardo   | Makay Andrea                    |                           |
| Fred McKenzie               | Robert F. Lyons    |                                 |                           |
| Elliott Cass                | Michael Prince     | Uri István                      |                           |
| Hawkins parancsnokhelyettes | Drew Snyder        |                                 |                           |
| New York-i rendőrfőnök      | Paul Lambert       |                                 |                           |
| Nirvana                     | Thomas F. Duffy    |                                 |                           |
| Stomper                     | Kevyn Major Howard | Holl Nándor                     |                           |
| Jiver                       | Stuart K. Robinson |                                 |                           |
| Nővér                       | Teresa Baxter      | Csampisz Ildikó                 |                           |
| Cutter                      | Laurence Fishburne | Szokol Péter                    |                           |

## Filmzene
A film zenéjét eredetileg Isaac Hayes készítette volna, a producerek őt ajánlották, de Michael Winner az ex-Led Zeppelin gitárost, Jimmy Page-et választotta (aki abban az időben Winner szomszédságában lakott). A film a Page-re jellemző hangzással kezdődik, a Led Zeppelin-féle dobolással. A film zenéje 1982 februárjában jelent meg lemezen.

## Érdekességek
Rosario megerőszakolásának jelenete a film elején a mai napig sokat emlegetett a film történetében. Akkoriban még kevés olyan film volt, ahol a nemi erőszak így jelenik meg. Silvana Gallardo járatos volt a pszichológia terén, éveken át sajátos gyakorlatokkal tanított be színészeket, hogy oldja a bennük felhalmozódó feszültségeket, amelyeket a lámpaláz, vagy némely gátlások okoznak. Gallardo jobban fel tudott készülni a nemi erőszak imitálására, mely azért is figyelemre méltó, minthogy hasonló filmje nincs a filmográfiájában. A kamera nem egy ízben teljes meztelenségében mutatja Gallardót.
Kollégáiról, mint Laurence Fishburne-ről ez nem volt elmondható. Bár Howard, vagy Duffy annyira feladta a gátlását, hogy bevállaljon durvább pozíciót is (ilyen volt az orális közösülésre való kényszerítés), de Fishburne sokkal visszafogottabb volt, ő legfeljebb csak az ingétől volt hajlandó megválni. A színészeket Gallardo segítette felkészülni a jelenetre. Gallardo évekkel később egy interjúban elmondta, hogy Fishburne a jelenet végeztével kicsit rosszul érezte magát, mert ilyen jelenetet azelőtt még nem játszott (és később sem került sor hasonlóra pályafutása során). A színésznő elmondta, hogy kollégái, akik a filmben megerőszakolják, udvariasan bántak vele és figyeltek arra, hogy véletlenül se okozzanak valódi fájdalmat neki. Elég nehéz volt egyensúlyozni a hiteles játék és a valóság között.
Sherwoodra mély benyomást gyakorolt a csavargókat játszó öt bandatag. Bár a valóságban Fishburne, Howard, Duffy, Robinson és Johnson hétköznapi, közvetlen és szimpatikus emberek, ám az öltözékük, a sminkjük és hajviseletük, amit a filmben használtak szinte halálra rémítette Sherwoodot, aki későbbiekben is nagyon eredetinek tartotta őket szerepükben. A forgatási munkák alatt Sherwood szívesebben tartózkodott Bronson és Ireland társaságában, semmit öt másik kollégája mellett, noha ők csak játszották a nekik kiosztott szerepet.

## Fordítás
Ez a szócikk részben vagy egészben  a   Death Wish II című angol Wikipédia-szócikk fordításán alapul.  Az eredeti cikk szerkesztőit annak laptörténete sorolja fel. Ez a jelzés csupán a megfogalmazás eredetét és a szerzői jogokat jelzi, nem szolgál a cikkben szereplő információk forrásmegjelöléseként.